# Caterina Bondiniová
Caterina Saporiti Bondiniová (italsky Caterina Saporiti Bondini, 1757 – po roce 1791) byla italská sopranistka.

## Životopis
V letech 1784–1791 působila v pražském Stavovském divadle, kde zpívala významné role v Mozartových operách.
V roce 1773 se provdala za impresária Pasquale Bondiniho a v polovině 70. let se stala populární sopranistkou v hudební společnosti svého manžela. Pár měl pět dětí, z nichž pouze dvě se dožily dospělosti. 
Zpívala roli Zuzanky v první pražské inscenaci Mozartovy Figarovy svatby začátkem prosince 1786 a dne 14. prosince se představení konalo v její prospěch. 